# Josep Teodor Canet Menéndez
Josep Teodor Canet Menéndez (Ciutadella de Menorca, 1877 - Ferreries, 1936) fou un polític menorquí, membre d'Unió Republicana.

## Biografia
Va ser elegit diputat provincial per les Illes Balears entre 1912-1922. Es va presentar a les eleccions generals espanyoles de 1923 pel districte de Maó, i aconseguí empatar amb l'altre candidat Guillermo García Parreño López, qui finalment seria designat diputat. Sí que aconseguiria entrar a les Corts com a diputat per les Illes a les eleccions generals espanyoles de 1931 i 1933.
Durant el període que comprèn la Segona República Espanyola i al costat de Joan Manent Victory (1880-1936) va ser un personatge polític clau en la política balear. Era partidari de l'administració separada de Menorca envers Mallorca, i contrari a la radicalització del moviment obrer. El seu viratge a favor de les tesis ambigües d'Alejandro Lerroux va dur la Unió Republicana de Menorca a ingressar a les files del Partit Republicà Radical.
La seva amistat amb elements de la dreta cedista menorquina -entre els quals destaquem al diputat d'Unió de Dretes, Tomàs Salort i de Olives- i la seva participació en la dissolució de la comissió gestora de Ciutadella el matí del 19 de juliol, foren els detonants del seu assassinat el 14 d'agost de 1936 a les mans de grups de milicians anarquistes.